# おおず赤煉瓦館
おおず赤煉瓦館（おおずあかれんがかん）とは、愛媛県大洲市にある観光施設。明治時代後期に銀行として愛媛県喜多郡大洲町（現在の大洲市）に建築されたレンガ造りの建物で、百年以上にわたり「レンガ館」と呼ばれ親しまれており、現在は風格ある外構を活かしつつ観光施設として活用されている。近くには、昭和30年代の商店街の模様を再現した「ポコペン横丁」、まちの駅「あさもや」、「おはなはん通り」があるなど、明治の歴史と文化とを感じさせる観光エリアとなっている。

## 歩み
幕末の頃から当地には養蚕・製糸業が次第に普及し始めた。明治20年代には、当地は、養蚕・製糸の一大中心地として郡外からの繭も運び込まれるなど、盛況であった。この頃が全盛期とされる。
1899年（明治32年）には生繭取引のため「大洲繭売買所」が開設され、登録された仲買人による入札制とし、双方より生繭100匁に付き2厘を徴収したとある。当時、製糸業者が町内20数社あり、これに県内外の業者も加わり取引は活発で、当初一年間の取引高は生繭4万円にも達していたという。
明治20年代はじめ頃には一般の産業も逐次に興り、これに伴い金融機関の整備の必要性が認識され始め、1889年（明治22年）に資本金3万円にて「大洲銀行」が本町に開業した。
その後、当地の蚕糸業はますます隆盛を極め、一銀行にては十分な資金供給機能が果たせないことから、有力者約十が共同して1896年（明治29年）に中町の民家を借り、資本金20万円で「大洲商業銀行」を開業した。同銀行は主に繭を抵当として融資することが多かったことから保管所が手狭となり、1898年（明治31年）本町の土地を購入し、赤煉瓦構造建築を施工することとした。1900年（明治33年）8月、一号倉庫の建築に着手、翌年12月8日二号倉庫、金庫、本館事務所等順次竣工し、開業式・落成式を挙行した。これが現在の「おおず赤煉瓦館」の建物である。この赤煉瓦の擬洋風建築は当時の人々に目を見張らせたという。
なお、大洲商業銀行は1922年（大正11年）8月に大洲銀行と合併し解散した。その後、大洲銀行は、近傍の喜多銀行、新谷銀行（にいや-）、伊豫長濱銀行などを合併し、昭和9年に、第二十九銀行（川之石）、八幡濱商業銀行と合併し、豫州銀行（よしゅうぎんこう）となった。その後、戦時色が次第に濃くなり、豫州銀行はさらに、内子銀行、宇和卯之町銀行をそれぞれ1937年（昭和12年）、1938年（昭和13年）に合併し、1941年（昭和16年）に一県一行主義の国策にしたがって、今治商業銀行、松山五十二銀行と合併し、伊予合同銀行となった。これが現在の伊予銀行となっている。なお、伊予銀行は伊予合同銀行の設立をもって「創立」、さらにその前身の第二十九銀行の設立をもって「創業」としている。
時代は下り、建物は1954年（昭和29年）に大洲市（旧：大洲市）の所有となり、1991年（平成3年）に観光情報の拠点にするため市にて内部と屋根の大改造を行い、「おおず赤煉瓦館」として再出発した。同年、建物は大洲市指定有形文化財となっている。
年表
- 明治29年4月（1896年）　大洲商業銀行設立
- 明治33年8月（1900年）　倉庫着工
- 明治34年12月（1901年）　本館が竣工し、全体が完成
- 大正11年8月（1922年）　大洲商業銀行、大洲銀行と合併。以後、農工銀行大洲出張所、日本勧業銀行大洲出張所などが使用
- 昭和24年2月（1949年）～26年（1951年）　土地・建物が大洲町の所有となる。大洲町（自治）警察署庁舎として使用
- 昭和27年（1952年）　大洲商工会（昭和29年からは大洲商工会議所）の事務所として使用
- 昭和29年9月（1954年）　土地・建物が大洲市の所有となる
- 昭和34年8月（1959年）　改造工事を実施
- 昭和59年6月（1984年）　大洲商工会議所の使用が終了
- 平成2年10月（1990年）　再整備着工
- 平成3年3月（1991年）　再整備竣工
- 平成3年5月（1991年）　おおず赤煉瓦館として開館
- 平成3年9月（1991年）　大洲市有形文化財に指定
- 平成8年5月（1996年）　観光人力車の発着場となる
- 平成9年4月（1997年）　おおず赤煉瓦倶楽部に管理運営委託開始
- 平成10年11月（1998年）　煉瓦資料室　「れんが工房」　完成
- 平成11年10月（1999年）　外庭ガーデニング完成
- 平成13年4月（2001年）　築100周年記念事業開催

（おおず赤煉瓦館築百周年記念誌を参考とした）